# 刘贵谦
刘贵谦（1934年2月—），河北安新人，又名刘桂谦，曾用名刘勇，中华人民共和国政治人物。

## 生平
1949年7月，加入中国新民主主义青年团。1949年12月至1951年6月在团中央图书馆、秘书科工作。1951年6月至1952年10月，任内蒙古自治区河套团委组织部干事。1952年5月至1956年5月，任内蒙古自治区临河县团委干事，中共临河县委统战部干事。1956年5月，加入中国共产党。1956年5月至1958年8月，为内蒙古自治区哲学教员训练班学员。1958年8月至1970年6月，任内蒙古自治区巴彦淖尔盟临河糖厂党委秘书，中共巴彦淖尔盟盟委秘书，巴彦淖尔盟粮食局办公室主任，巴彦淖尔盟财办秘书科科长、办公室主任。1970年6月至1975年6月，任巴彦淖尔盟革委会办公室秘书、秘书组长、主任。1975年6月至1981年1月，任中共内蒙古自治区杭锦后旗旗委书记，杭锦后旗革委会主任。1981年1月至11月，任中共巴彦淖尔盟盟委副书记兼临河县委书记。1981年11月至1983年2月，任中共内蒙古自治区委组织部代部长，中共内蒙古自治区委常委、自治区委组织部部长。1983年3月至1985年1月，任中共内蒙古自治区委副书记。1985年1月至6月，任中共青海省委副书记。1985年6月至1986年7月，待分配。1986年7月至1989年11月，任中共赤峰市委副书记。1989年11月至1996年2月，任内蒙古自治区地方铁路总公司党委书记。1996年2月至2002年4月，任内蒙古自治区社会科学会联合会党组书记、主席。2002年4月起，任内蒙古自治区社会科学会联合会主席。此外担任中共第十二届中央候补委员。